# Стефан Ламбез
Стефан Ламбез (фр. Stéphane Lambese, нар. 10 травня 1995, Ножан-сюр-Марн) — французький і гаїтянський футболіст, захисник «Парі Сен-Жермен-2» і національної збірної Гаїті.

## Клубна кар'єра
Народився 10 травня 1995 року в місті Ножан-сюр-Марн. Вихованець юнацьких команд футбольних клубів «Олімпік» (Севран) та «Парі Сен-Жермен».
У професійному футболі дебютував 2013 року виступами за команду «Парі Сен-Жермен-2», кольори якої захищає й донині.

## Виступи за збірні
2010 року дебютував у складі юнацької збірної Франції, взяв участь у 4 іграх на юнацькому рівні, відзначившись одним забитим голом.
2015 року залучався до складу молодіжної збірної Гаїті. На молодіжному рівні зіграв у 8 офіційних матчах.
2014 року дебютував в офіційних матчах у складі національної збірної Гаїті. Наразі провів у формі головної команди країни 5 матчів.
У складі збірної був учасником Кубка Америки 2016 року у США.
| Дата       | Місто               | Господарі         | Результат | Гості   | Турнір                       | Голи | Примітки |
| ---------- | ------------------- | ----------------- | --------- | ------- | ---------------------------- | ---- | -------- |
| 05-03-2014 | Косовська Мітровіца | Косово            | 0 – 0     | Гаїті   | товариський матч             | -    | ?'       |
| 09-09-2015 | Порт-о-Пренс        | Гаїті             | 3 – 0     | Гренада | Відбір до ЧС 2018            | -    | 70'      |
| 08-01-2016 | Панама              | Тринідад і Тобаго | 0 – 1     | Гаїті   | Копа Америка 2016 - Play-off | -    |          |
| 26-03-2016 | Порт-о-Пренс        | Гаїті             | 0 – 0     | Панама  | Відбір до ЧС 2018            | -    | 68'      |
| 13-06-2016 | Східний Рутерфорд   | Еквадор           | 4 – 0     | Гаїті   | Копа Америка 2016 - 1-й етап | -    |          |
| Усього     |                     | Матчів            | 5         |         | Голів                        | 0    |          |